# 朴璨
朴 璨（パク・チャン、朝鮮語: 박찬、1924年7月16日 - 2007年11月16日）は、大韓民国の政治家。第2・３代忠清南道議会議員、第6・9・10代大韓民国国会議員。号は雲公（ウンゴン、운공）。
歌手のチョー・ヨンピルは元娘婿である。

## 経歴
忠南公州出身。1963年国学大学経済学科（現在は高麗大学校に合併）を卒業後、1965年ソウル大学校行政大学院を修了し修士を取得した。
1956年から第2・３代忠清南道議会議員、同副議長、公州葉煙草生産組合長、民主党・民政党忠南道支部副委員長、民政党中央監察委員、民衆党忠南第3地区党委員長、民主党・新民党党務委員、新民党公州・論山地区党委員長、新民党忠南道党委員長・院内副総務・政務委員・政治訓練院長、豊義学園理事長、APU韓国代表などを務め、1963年11月26日に実施された第6代総選挙に公州選挙区より民政党から立候補して当選し国会議員となり、その後も2度国会議員を務めためた。他は大韓民国憲政会副会長も務めた。
2007年11月16日、持病により死去した。享年83。 